# 1708 en littérature
| Années de la littérature : 1705 - 1706 - 1707 - 1708 - 1709 - 1710 - 1711    |
| Décennies de la littérature : 1670 - 1680 - 1690 - 1700 - 1710 - 1720 - 1730 |

Cet article présente les faits marquants de l'année 1708 en littérature.

## Parutions
- Nicolas Malebranche, Entretien d’un philosophe chrétien et d’un philosophe chinois sur l’existence et la nature de Dieu, Paris, Michel David, 1708 (présentation en ligne).
- Simon Ockley, The conquest of Syria, Persia, and Egypt, by the Saracens, London, R. Knaplock, J. Sprint, R. Smith and J. Round, 1708 (présentation en ligne).